# Bumajnie glaza Prixvina
Bumajnie glaza Prixvina (en rus Бума́жные глаза́ При́швина, Ulls de paper de Privxin) és una pel·lícula soviètica russa del 1989. La pel·lícula està dedicada al tema culte a la personalitat de Stalin, que va ser popular durant els anys de la Perestroika.

## Argument
La trama s'estructura segons l'esquema "pel·lícula dins d'una pel·lícula". El director de televisió Pavel Prixvin (Aleksandr Romantsov) interpreta el paper de capità de seguretat de l'Estat a la pel·lícula sobre l'estalinisme, acció que té lloc el 1949. El mateix Prixvin va decidir fer un programa de televisió sobre un grup de treballadors de la  Televisió de l'URSS del 1949. Estudia materials d'arxiu, conversa amb membres vius del grup, intentant reconstruir els fets de fa quaranta anys. Li crida l'atenció la història de la misteriosa mort d'un dels actor. Prixvin porta a terme una investigació, suggerint que el MGB està implicat. Però tot va resultar molt més prosaic. És que un company de l'actor, gelós per la seva dona, li va introduir un pal de fregona a les mànigues del seu abric de pell, fent-lo caure i congelar-se pel fred.
El títol inusual de la pel·lícula, aquests estranys "ulls de paper", es relacionen amb la història següent. Els locutors de televisió, llegint la notícia, havien de baixar els ulls de tant en tant, seguint el text. I aleshores va arribar una carta a l'estudi, on se'ls va proposar enganxar-se els ulls de paper a les parpelles, de manera que fins i tot quan llegeixen, semblés que miraven els espectadors de la televisió. D'altra banda, alguns crítics veuen els "ulls de paper" com un símbol de ceguesa.

## Repartiment
- Aleksandr Romantsov - Pavel Prishvin
- Pavel Rudakov - Lev Shutov
- Irina Tsivina - Alice Aleeva en la seva joventut
- Ievgueni Barkov - Leonid Sergeevich Berkutov
- Al·la Xélest - Alice Aleeva
- Oleg Kovalov - Khrustalev
- Serguei Lavrentiev - Serguei Eisenstein
- Iuri Tsapnik - Leva Shutov en la seva joventut
- Iuri Kuznetsov - actor
- Vladimir Diatlov
- Anatoli Vekshin - San Sanitx Xakhmatov

## Producció
Inicialment, el guió de la pel·lícula va ser escrit per Irakli Kvirikadze, però després va eliminar el seu cognom.